# Scoutisme en Mongolie

Emblème de l'association des scouts de Mongolie

Emblème de l'association des éclaireuses de Mongolie

Le scoutisme en Mongolie représente environ 10 000 personnes réparties en deux grandes associations : l'Association des scouts de Mongolie, membre de l'OMMS et l'Association des éclaireuses de Mongolie, membre de l'AMGE. Interdit par le régime communiste jusqu'en 1991, le scoutisme est apparu en Mongolie dès 1992 après la transition démocratique.

## Mouvements
Deux mouvements sont présents en Mongolie. Il existe également une unité des USA Girl Scouts Overseas, la division internationale des guides américaines, à Oulan-Bator, la capitale.

### Association des scouts de Mongolie

Logo de l'association des scouts de Mongolie

L'association des scouts de Mongolie (en mongol Монголын Скаутын Холбоо, Mongolyn Skautyn Kholboo) est un mouvement de scoutisme fondé en 1994. Il est membre associé de l'Organisation mondiale du mouvement scout depuis 1994. En 2011, il comptait 8 800 membres.

### Association des éclaireuses de Mongolie
L'association des éclaireuses de Mongolie (en mongol Монголын Эмэгтэй Скаутын Холбоо, Mongoliyn Emegteǐ Scoutiyn Kholboo) est un mouvement de guidisme, le scoutisme féminin, fondé en 1996. Il est membre associé de l'Association mondiale des guides et éclaireuses depuis 2005. En 2008, il comptait 1 050 membres. Sa devise est « Belen Bol » qui signifie « Toujours prêt » en mongol.